# Cleyera theoides
Cleyera theoides är en tvåhjärtbladig växtart som först beskrevs av Olof Swartz, och fick sitt nu gällande namn av Jacques Denys Denis Choisy. Cleyera theoides ingår i släktet Cleyera, och familjen Pentaphylacaceae. Inga underarter finns listade i Catalogue of Life.